# Юнцзи (Юньчэн)
Юнцзи́ (кит. упр. 永济, пиньинь Yǒngjì) — городской уезд городского округа Юньчэн провинции Шаньси (КНР).

## История
При империи Западная Хань в 205 году до н. э. здесь был создан уезд Пуфань (蒲反县). При диктатуре Ван Мана он был переименован в Пучэн (蒲城县), а при империи Восточная Хань получил название Пубань (蒲坂县).
При империи Северная Вэй в 477 году был создан уезд Аньдин (安定县), в 487 году он был переименован в Наньцзе (南解县). При империи Северная Чжоу в 560 году уезд Наньцзе был расформирован, и был создан уезд Суйхуа (绥化县), в 561 году переименованный в Юйсян (虞乡县).
При империи Суй в 596 году из уезда Пубань был выделен уезд Хэдун (河东县), а в 606 году уезд Пубань был присоединён к уезду Хэдун. Уезды Хэдун и Юйсян подчинялись области Пучжоу (蒲州).
Во времена монгольского правления в 1266 году уезд Юйсян был расформирован. При империи Мин в 1369 году был расформирован и уезд Хэдун, а территория перешла под непосредственное управление структур области. При империи Цин в 1724 году область Пучжоу была поднята в статусе до «непосредственно управляемой» (蒲直隶州). В 1728 году область была поднята в статусе ещё выше, и стала Пучжоуской управой (蒲州府), а место расположения структур управы было выделено в уезд Юнцзи (永济县). В 1730 году был вновь создан уезд Юйсян.
В 1949 году был создан Специальный район Юньчэн (运城专区), и уезды Юнцзи и Юйсян вошли в его состав. В 1954 году Специальный район Линьфэнь был объединён со Специальным районом Юньчэн (运城专区) в Специальный район Цзиньнань (晋南专区); при этом уезды Цзесянь и Юйсян были объединены в уезд Цзеюй (解虞县). В 1958 году уезды Аньи, Цзеюй, Юнцзи и Линьи были объединены в уезд Юньчэн (运城县). В 1961 году уезды Юнцзи и Линьи были выделены вновь.
В 1970 году Специальный район Цзиньнань был расформирован, а вместо него образованы Округ Линьфэнь (临汾地区) и Округ Юньчэн (运城地区); уезд вошёл в состав округа Юньчэн.
В 1994 году уезд Юнцзи был преобразован в городской уезд.
В 2000 году постановлением Госсовета КНР округ Юньчэн был преобразован в городской округ Юньчэн.

## Административное деление
Городской уезд делится на 3 уличных комитета и 7 посёлков.